# 当摩国見
当摩 国見（たいま /たぎま の くにみ）は、飛鳥時代の人物。氏は当麻とも記される。姓は公のち真人。冠位は直大壱。
壬申の乱の功臣で、天武・持統・文武の三代の天皇に仕えた。また、當麻寺（奈良県葛城市）の開山に携わったと伝えられる。

## 経歴
天武天皇元年（672年）の壬申の乱における国見の行動は『日本書紀』に見えないが、持統朝において功臣として100戸の封戸を与えられており、大海人皇子方で何らかの活躍をしたことが分かる。天武天皇13年（684年）八色の姓が制定された際、当麻公姓を改め当麻真人姓を賜与された。
朱鳥元年（686年）天武天皇の葬儀に際して、直大参の位にあった当摩国見は左右兵衛の事を誅した。これにより、天武朝で軍事に関わっていたことがわかる。持統天皇10年（696年）直広壱の冠位であった国見は東宮大傅に任じられたが、下僚として路跡見が春宮大夫、巨勢粟持が春宮亮に任じられている。東宮大傅は皇太子の教育職で、この場合、軽皇子（後の文武天皇）のための人事である。翌文武天皇元年（697年）8月の軽皇子が即位した際に、国見の東宮大傅の任も解かれたと思われる。
文武天皇3年（699年）衣縫王・当麻国見・土師根麻呂・田中法麻呂が、判官4人・主典2人・大工2人を引きつれ、越智山陵を修造するために派遣された。国見の位はこのとき直大壱であった。その後の活動は見えない。

## 官歴
- 天武天皇13年（684年） 10月1日：当麻公から当麻真人に改姓
- 朱鳥元年（686年） 9月27日：見直大参
- 持統天皇10年（696年） 2月28日：東宮大傅、見直広壱
- 文武天皇元年（697年） 8月1日：停東宮大傅か
- 文武天皇3年（699年） 10月20日：見直大壱